# Polis & Les Helleniques
Polis & Les Helleniques was, net als het Trio Hellenique een Grieks trio en maakte dezelfde soort muziek. In 1970 stapte Polis uit het Trio Hellenique om een solocarrière te starten. In 1971 verscheen zijn single Dirlada, dat een hitje werd. Kort hierna startte hij het trio Polis & Les Helleniques. Het eerste album verscheen in hetzelfde jaar. In 1973 maakten ze een versie van La Danse De Zorba maar is geen single geweest. Het nummer staat op de LP Hits From The Acropolis. In totaal verschenen er 4 albums. Het doek viel in 1978.
Het nummer Giasou Kyra Helena was een succes. Ze namen bekende Griekse nummers op zoals Milisse Mou, Ta Pedia Tou Pirea (Never On Sunday), Ximeroni, Who Pays The Ferryman en Akropoli Andio (Akropolis Adieu). Nummers die ook Trio Hellenique in hun songbook hebben. Het feit dat beide bands trio's waren en dezelfde soort muziek maakten, zorgt er nogal eens voor dat ze als één en dezelfde groep worden gezien. In 2011 werd een remix van Dirlada uitgebracht.